# Cunningham Island (Colombie-Britannique)
Pour les articles homonymes, voir Cunningham Island (homonymie).
Cunningham Island (en français : Île Cunningham) est une île de Colombie-Britannique située sur la côte Pacifique du Canada.

## Géographie
L'île, inhabitée et couverte par la forêt conifère, a une superficie de 115 km². Elle est située entre Chatfield Island (en) au nord-ouest, et Denny Island (en) au sud.

## Histoire
Elle a été nommée par l'officier de la Royal Navy Daniel Pender (en), vers 1866, en hommage à Thomas Cunningham, un des premiers colons de la Colombie-Britannique.